# Разъезд 101
Разъезд 101 (каз. рзд.101) — разъезд в Казалинском районе Кызылординской области Казахстана. Входит в состав Майлыбасского сельского округа. Расположен на территории Кармакшинского района. Код КАТО — 434449700.

## Население
В 1999 году население разъезда составляло 64 человека (31 мужчина и 33 женщины). По данным переписи 2009 года, в разъезде проживали 44 человека (19 мужчин и 25 женщин).